# D. B. Sweeney
Daniel Bernard Sweeney (n. 14 noiembrie 1961, Shoreham⁠(d), Brookhaven⁠(d), New York, SUA) este un actor american de film și de televiziune. 

## Biografie
Sweeney s-a născut în Shoreham, New York la 14 noiembrie 1961. A studiat la Universitatea Tulane și la New York University.
Sweeney a jucat în serialul de televiziune The Edge of Night și în Spenser: For Hire. În filme, el a jucat ca Jackie Willow, un soldat din perioada războiului din Vietnam, în Gardens of Stone (1987) de Francis Ford Coppola, ca lt. Phil Lowenthal în Memphis Belle (1990) și ca Travis Walton în Fire in the Sky (1993). A mai jucat ca fostul jucător de hochei pe gheață, Doug Dorsey, în The Cutting Edge (1992), Shoeless Joe Jackson în Eight Men Out (1988) și ca Dish Boggett în Lonesome Dove (1989).  

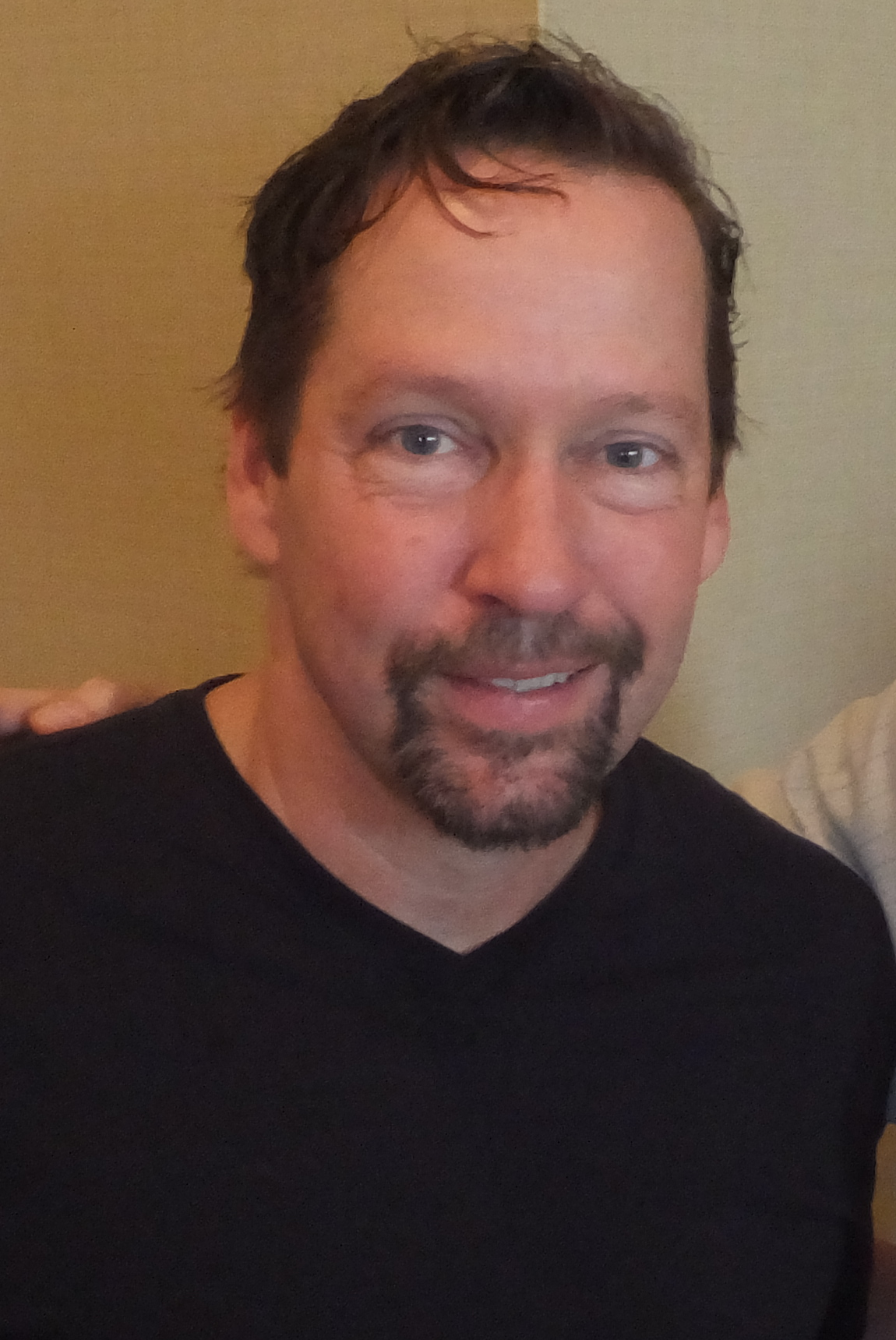
D. B. Sweeney în 2014

El a fost membru principal al distribuției seriei C-16: FBI din 1997 până în 1998.
Sweeney a jucat în diverse seriale de televiziune, inclusiv House (2006) în rolul lui Crandall; în Jericho ca John Goetz, angajat al unui antreprenor militar privat (2006-2008); în Castle ca detectiv din Los Angeles (2011) și multe alte roluri. El a jucat agentul special al FBI Morris la The Closer și Major Crimes. De asemenea, el a avut roluri secundare ca mareșalul american Sam Kassmeyer, desemnat să îi protejeze pe Haley și Jack Hotchner în Criminal Minds (2009); ca Peter Emory în sezonul 1 al Crash (2008) și Carter în Străini printre noi  (2010).
În 2012, Sweeney a interpretat vocea adultului Avatar Aang în Avatar: Legenda lui Korra, seria care continuă întâmplările din Avatar: Legenda lui Aang. În prezent, este narator al serialului de televiziune reality Mountain Men.
În aprilie 2000, Sweeney s-a căsătorit cu Ashley Vachon; au un fiu, Cade, și o fiică, Cody.

## Filmografie
| An              | Titlu                           | Rol                         | Note                                |
| --------------- | ------------------------------- | --------------------------- | ----------------------------------- |
| 1985            | Out of the Darkness             | Mike                        | Film de televiziune                 |
| 1985            | Spenser: For Hire               | Rick                        | Episodul: "Resurrection"            |
| 1986            | Power                           | College Student             |                                     |
| 1986            | Fire with Fire                  | Baxter                      |                                     |
| 1987            | Gardens of Stone                | Jackie Willow               |                                     |
| 1987            | No Man's Land                   | Benjy Taylor                |                                     |
| 1988            | Eight Men Out                   | Shoeless Joe Jackson        |                                     |
| 1989            | Lonesome Dove                   | Dish Boggett                | miniserie                           |
| 1990            | Memphis Belle                   | Lt. Phil Lowenthal          |                                     |
| 1991            | Blue Desert                     | Steve Smith                 |                                     |
| 1991            | Heaven is a Playground          | Zack Telander               |                                     |
| 1992            | The Cutting Edge                | Doug Dorsey                 |                                     |
| 1992            | Miss Rose White                 | Dan McKay                   | Film de televiziune                 |
| 1992            | Leather Jackets                 | Mickey                      |                                     |
| 1993            | Fire in the Sky                 | Travis Walton               |                                     |
| 1993            | Hear No Evil                    | Ben Kendall                 |                                     |
| 1994            | Tales from the Crypt            | Clyde                       | Episodul: "Staired in Horror"       |
| 1995            | Roommates                       | Michael Holzcek             |                                     |
| 1995            | Three Wishes                    | Jeffery Holman              | nemenționat                         |
| 1995–1996       | Strange Luck                    | Chance Harper               | 17 episoade                         |
| 1997            | Spawn                           | Terry Fitzgerald            |                                     |
| 1997–1998       | C-16                            | Special Agent Dennis Grassi | 13 episoade                         |
| 1999            | The Book of Stars               | Prisoner                    |                                     |
| 1999            | NYPD Blue                       | Joey Dwyer                  | Episodul: "Big Bang Theory"         |
| 1999            | Introducing Dorothy Dandridge   | Jack Denison                | Film de televiziune                 |
| 1999            | Goosed                          | Steve Steven                |                                     |
| 1999–2000       | Harsh Realm                     | Mike Pinocchio              | 9 episoade                          |
| 2000            | After Sex                       | Tony                        |                                     |
| 2000            | Dinosaur                        | Aladar                      | doar voce                           |
| 2000            | The Outer Limits                | Scott Bowman                | Episodul: "The Grid"                |
| 2000–2001       | Once and Again                  | Graham Rympalski            | 3 episoade                          |
| 2001            | Hardball                        | Matt Hyland                 |                                     |
| 2003            | CSI: Miami                      | Simon Bishop                | Episodul: "Body Count"              |
| 2003            | Brother Bear                    | Sitka                       | doar voce                           |
| 2004            | Speak                           | Jack Sordino                |                                     |
| 2004            | CSI: Crime Scene Investigation  | Kyle Good                   | Episodul: "Early Rollout"           |
| 2004            | Going to the Mat                | Coach Rice                  | Film de televiziune                 |
| 2004            | Karen Sisco                     | Harry Boyle                 | Episodul: "No One's Girl"           |
| 2004–2005       | Life as We Know It              | Michael Whitman             | 13 episoade                         |
| 2006            | The Darwin Awards               | Detectiv Maguire            |                                     |
| 2006            | Two Tickets to Paradise         | Billy McGriff               | și regizor, scenarist, producător   |
| 2006            | House                           | Dylan Crandall              | Episodul: "Who's Your Daddy?"       |
| 2006            | Yellow                          | Christian Kile              |                                     |
| 2006; 2008      | Jericho                         | John Goetz                  | 5 episoade                          |
| 2008            | Stiletto                        | Danny                       |                                     |
| 2008            | Heatstroke                      | Captain Steve O'Bannon      |                                     |
| 2008            | Miracle at St. Anna             | Colonel Driscoll            |                                     |
| 2008            | Crash                           | Peter Emory                 | 4 episoade                          |
| 2008            | Leverage                        | Father Paul                 | Episodul: "The Miracle Job"         |
| 2009            | Criminal Minds                  | U.S. Marshal Sam Kassmeyer  | 3 episoade                          |
| 2010            | CSI: NY                         | A.D.A. Craig Hansen         | Episodul: "Criminal Justice "       |
| 2010            | 24                              | Mark Bledsoe                | 2 episoade                          |
| 2010            | Three Rivers                    | Detective Ted Sandefur      | Episodul: "Status 1A"               |
| 2010            | The Event                       | Carter                      | 6 episoade                          |
| 2011            | Hawaii Five-0                   | Richard Davis               | Episodul: "Ne Me'e Laua Na Paio"    |
| 2011            | Castle                          | Detectiv Kyle Seeger        | Episodul: "To Love and Die in L.A." |
| 2011            | Swamp Shark                     | Charlie                     | Film de televiziune                 |
| 2011            | The Closer                      | FBI Special Agent Morris    | Episodul: "Relative Matters"        |
| 2012            | Taken 2                         | Bernie                      |                                     |
| 2012            | Atlas Shrugged: Part II         | John Galt                   |                                     |
| 2012            | K-11                            | Lt. Gerard Johnson          |                                     |
| 2012            | Vegas                           | Peter Holm                  | Episodul: "Estinto"                 |
| 2012–2013; 2016 | Major Crimes                    | FBI Special Agent Morris    | 2 episoade                          |
| 2012–2013       | The Legend of Korra             | Aang (voce)                 | 4 episoade                          |
| 2012–present    | Mountain Men                    | Narator                     |                                     |
| 2013            | Underdogs                       | Vince DeAntonio             |                                     |
| 2013            | Touch                           | Howard Goss                 | 4 episoade                          |
| 2013            | Betrayal                        | Joseph Tanner               | 2 episoade                          |
| 2013–2014       | Two and a Half Men              | Larry                       | 10 episoade                         |
| 2014            | The Boxcar Children             | Baker (voce)                |                                     |
| 2015            | The Night Shift                 | Dick                        | Episodul: "Eyes Look at Your Last"  |
| 2015            | Heist                           | Bernie                      |                                     |
| 2015            | Chi-Raq                         | Mayor McCloud               |                                     |
| 2015            | Extraction                      | Ken Robertson               |                                     |
| 2017            | The Resurrection of Gavin Stone | Pastor Allen Richardson     |                                     |
| 2017–2018       | First Team: Juventus            | rolul său; narator          | 6 episoade                          |
| 2018            | S.W.A.T.                        | Uncle Ralph                 | Episodul: "Hoax"                    |
| 2018            | Sharp Objects                   | Mr. Keene                   | 2 episoade                          |
| 2019            | Captive State                   | Levitt                      |                                     |

## Legături externe
- D. B. Sweeney la Internet Movie Database
- D. B. Sweeney la TCM Movie Database
- D. B. Sweeney la Allmovie
- PopGurls 20 Întrebări cu DB Sweeney Arhivat în 13 iulie 2020, la Wayback Machine.